# میرایی

سیستم جرم-فنر کم‌میرا

میرایی (به انگلیسی: Damping) در فیزیک، سازوکاری است که باعث کاهش دامنهٔ نوسان در سیستم‌های نوسانی (جز در مورد سامانهٔ جرم-غالب که‎ {\displaystyle \omega /\omega _{0}>}√2‎)، به‌ویژه در نوسانگر هماهنگ می‌شود. به‌طور کلی عضوی را که انرژی چیزی را مستهلک یا میرا کند میراگر می نامند. این اثر به‌طور خطی با سرعت نوسانات متناسب است. این قید موجب شکل‌گیری یک معادلهٔ دیفرانسیل خطی برای حرکت می‌شود که پاسخ تحلیلی ساده‌ای خواهد داشت.
میرایی را در مکانیک می‌توان با یک ظرف روغن تجسم کرد. ظرف روغن از لزجت سیال درون آن بهره می‌گیرد تا مقاومتی را که به‌طور خطی با سرعت متناسب است ایجاد کند. نیروی میرایی Fc به صورت زیر تعریف می‌شود:
{\displaystyle F_{\mathrm {c} }=-c{\frac {dx}{dt}}\,,}
که در آن c گرانروی (ضریب میرایی لزجت) با واحد نیوتن ثانیه بر متر (N s/m) (معادل کیلوگرم بر ثانیه) است.
در کاربردهای مهندسی رایج است که نیروهای درگ غیرخطی را خطی سازند. یک راه‌حل استفاده از یک ضریب کار معادل در مورد نیروی تناوبی است. در موارد غیرتناوبی، قیدگذاری بر سرعت می‌تواند موجب به دست‌یابی به خطی‌سازی‌های دقیقی شود.
به‌طور عمومی، نوسانگرهای هماهنگ میرا، معادلهٔ دیفرانسیل مرتبهٔ دوم زیر را ارضا می‌کنند:
{\displaystyle {\frac {d^{2}x}{dt^{2}}}+2\zeta \omega _{0}{\frac {dx}{dt}}+\omega _{0}^{2}x=0,}
که در آن، ω0 فرکانس زاویه‌ای نامیرای نوسانگر و ζ ثابتی است که نسبت میرایی نام دارد. بسته به این‌که نسبت میرایی نسبت به یک چه مقداری داشته باشد چهار دسته حرکت کلی ایجاد می‌شود.
1- وقتی ζ> 1 باشد، ریشه‌ها حقیقی‌اند. این حالت را فوق میرایی یا فرامیرایی (به انگلیسی: over damping) گویند.

2-	وقتی ζ = 1 باشد، ریشه‌ها حقیقی و تکراری‌اند. این حالت را میرایی بحرانی (به انگلیسی: critically damping) گویند.

3- وقتی ζ بین 0 و 1 باشد، ریشه‌ها مختلط و مزدوج هستند. این حالت را زیر میرایی یا زیرمیرا (به انگلیسی: under damp) گویند.

4- وقتی ζ = 0 باشد، را نوسانی نامیرا یا نوسان آزاد (به انگلیسی: free oscillation) گویند.

## مثال‌ها

### سیستم جرم-فنر-میراگر

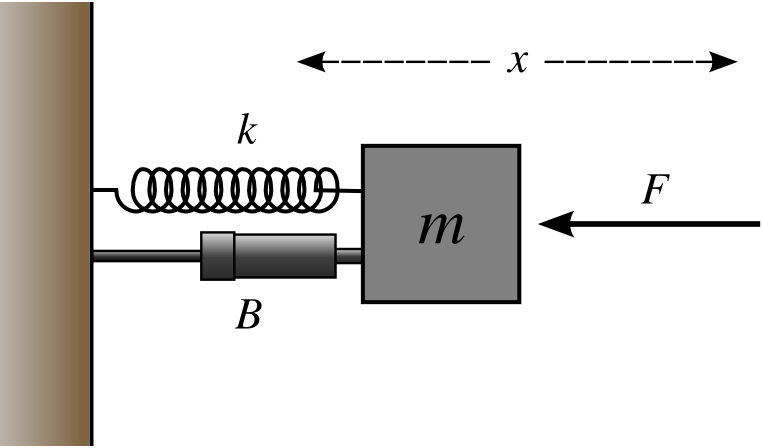
یک جرم متصل به فنر و میراگر. ضریب میرایی، که معمولاً با c نمایش داده می‌شود، در این‌جا با حرف B نشان داده شده. F نیروی خارجی است اگرچه این مثال فاقد نیروی خارجی است.

یک سامانهٔ جرم-فنر-دمپر با جرم m، ثابت فنریت k و ضریب میرایی c را در حالت ارتعاش آزاد (پس از انحراف اولیهٔ سیستم از وضعیت تعادل و سپس رهاشدن به حال خود) در نظر بگیرید. نیروی فنر عبارت است از:
{\displaystyle F_{\mathrm {s} }=-kx\,}
و نیروی میرایی برابر خواهد بود با:
{\displaystyle F_{\mathrm {d} }=-cv=-c{\frac {dx}{dt}}=-c{\dot {x}}.}
با درنظرگرفتن جرم به عنوان جسم آزاد و اعمال قانون دوم نیوتن، مجموع نیروهای وارد بر جسم از سوی فنر و میراگر برابر خواهد بود با:
{\displaystyle F_{\mathrm {tot} }=ma=m{\frac {d^{2}x}{dt^{2}}}=m{\ddot {x}}.}
که در آن a شتاب جرم و x جابه‌جایی جرم نسبت به وضعیت تعادل در یک چارچوب اینرسی ساکن است.
از آن‌جا کهFtot = Fs + Fd پس:
{\displaystyle m{\ddot {x}}=-kx+-c{\dot {x}}.}
بازآرایی معادلهٔ دیفرانسیل به این صورت خواهد بود:
{\displaystyle {\ddot {x}}+{c \over m}{\dot {x}}+{k \over m}x=0.\,}
اکنون می‌توان پارامترهای زیر را تعریف کرد:
{\displaystyle \omega _{0}={\sqrt {k \over m}}}
{\displaystyle \zeta ={c \over 2{\sqrt {mk}}}.}
پارامتر اول، ω0، فرکانس طبیعی (نامیرا) سامانه است. پارامتر دوم، ζ، نسبت میرایی نام دارد که پارامتری بی‌بعد است اما ابعاد فرکانس طبیعی مشابه فرکانس زاویه‌ای است.
معادلهٔ دیفرانسیل با قراردادن این دو پارامتر به شکل زیر درخواهد آمد:
{\displaystyle {\ddot {x}}+2\zeta \omega _{0}{\dot {x}}+\omega _{0}^{2}x=0.\,}
برای حل این معادله می‌توان فرض کرد جواب x به صورت زیر است:
{\displaystyle x=e^{\gamma t}\,}
پارامتر γ در حالت کلی یک عدد مختلط است. با قراردادن این جواب در معادلهٔ دیفرانسیل خواهیم داشت:
{\displaystyle \gamma ^{2}+2\zeta \omega _{0}\gamma +\omega _{0}^{2}=0\,,}
که همان معادلهٔ مشخصه سامانه است. حل این معادلهٔ مشخصه شامل دو ریشه خواهد بود که می‌توان آن‌ها را با ‎γ+‎ و ‎γ−‎ نشان داد. جواب این معادله در نتیجه عبارت است از:
{\displaystyle x(t)=Ae^{\gamma _{+}t}+Be^{\gamma _{-}t}\,,}
ضرایب A و B به کمک شرایط اولیهٔ سامانه معلوم خواهند شد:
{\displaystyle A=x(0)+{\frac {\gamma _{+}x(0)-{\dot {x}}(0)}{\gamma _{-}-\gamma _{+}}}}
{\displaystyle B=-{\frac {\gamma _{+}x(0)-{\dot {x}}(0)}{\gamma _{-}-\gamma _{+}}}.}